# Eutrias
Eutrias är ett släkte av steklar som beskrevs av Förster 1869. Eutrias ingår i familjen glattsteklar.
Släktet innehåller bara arten Eutrias tritoma.